# Elena Gilbert
Elena Gilbert is het hoofdpersonage uit de serie The Vampire Diaries. Deze rol wordt vertolkt door de actrice Nina Dobrev.
Elena Gilbert woont samen met haar broer Jeremy en haar tante Jenna Sommers. Jenna is hun voogd geworden, nadat de ouders van Elena en Jeremy verongelukten. Haar beste vriendinnen zijn Bonnie Bennett en Caroline Forbes. Bonnie is een heks, net zoals haar voorouders. Caroline wordt gedurende de serie getransformeerd tot vampier.
Later in de serie ontwikkelt zich een relatie tussen haar en Stefan Salvatore. Op het einde van seizoen 1 komt Elena erachter dat haar verongelukte ouders niet haar biologische ouders zijn, maar dat ze een dochter is van John Gilbert, waarvan ze dacht dat hij haar oom was. Isobel Flemming, die door Damon Salvatore in een vampier is getransformeerd, is de moeder. In seizoen 2 komt Elena erachter dat ze een Petrova dubbelganger is, net zoals Katherine Pierce. In seizoen 4 wordt Elena zelf een vampier. Haar emoties en gevoelens worden versterkt, en ze begint gevoelens voor Damon te krijgen. In seizoen zes wordt Elena's leven gelinkt aan haar beste vriendin Bonnie. Dat betekent dat Elena in een diepe slaap valt en ze weer wakker zal worden zodra Bonnie sterft. Nina Dobrev neemt dus afscheid in seizoen 6 en in seizoen 7 en 8 zijn Stefan en Damon de hoofdpersonages van de serie. Elena leeft dan verder nog een leven met Damon en wordt samen oud met hem. Na hun dood ziet Elena in het hiernamaals haar gestorven familie terug.